# 第21装甲旅団 (ドイツ連邦陸軍)
第21装甲旅団「リッペラント」（だい21そうこうりょだん、ドイツ語：Panzerbrigade 21 "Lipperland"）は、ドイツ連邦陸軍の旅団の一つ。現在は第1装甲師団隷下にあり、旅団司令部をアウグストドルフに置き、旅団隷下部隊の大半はアウグストドルフに駐屯している。

## 任務
介入戦力の一部として第21装甲旅団隷下の全部隊はドイツ陸軍の出動任務区分に基づく訓練を受けている。第1装甲師団隷下として旅団は多国籍の枠内での平和維持活動に参加している。旅団は平和維持活動任務に必要な諸条件を確立し、師団の安定化戦力任務にも対応している。第1装甲師団の一部として旅団は北大西洋条約機構の即応部隊（NATO-RF）や欧州連合の戦闘群（EU-BGp）のドイツ分担に組み込まれる。
同時に旅団は古典的な国防任務も遂行している。旅団は同盟国と地域の防衛任務のために必要な諸兵科連合作戦を実施すべく全部隊がその訓練を実施している。

## 部隊編制
旅団編制は2007年12月17日に第200装甲工兵中隊が統合され以下のような編制となっている。
- 旅団司令部中隊　在アウグストドルフ
- 第203戦車大隊　在アウグストドルフ
- 第212装甲擲弾兵大隊　在アウグストドルフ
- 第215装甲砲兵大隊　在アウグストドルフ
- 第7後方支援大隊　在ウンナ（グリュックアウフ兵営）アウグストドルフ
- 第210装甲工兵中隊　在アウグストドルフ
- 第210偵察中隊　在アウグストドルフ

## 歴史

### 第1次編制
1957年8月15日、ウンナにてC3装甲戦闘群が編成され第3装甲師団隷下におかれる。当初の隷下部隊は第212装甲擲弾兵大隊と第215装甲砲兵大隊（共にアウグストドルフに駐屯）であった。こんにちまで両大隊は旅団隷下部隊のままである。陸軍第2次編制における装甲戦闘群の隷下部隊は以下のとおりであった。
- 戦闘群本部中隊
- 第212装甲擲弾兵大隊　在アウグストドルフ
- 第215装甲砲兵大隊　在アウグストドルフ

### 第2次編制
1959年、戦闘群はアウグストドルフにて編成完結する。1959年3月16日に戦闘群は第21装甲旅団に改編され、ウンナの第7装甲師団隷下におかれた。1959年は旅団の編成完結が優先事項とされた。陸軍第2次編制での旅団隷下部隊は以下のとおりであった。
- 旅団司令部中隊
- 第212装甲擲弾兵大隊　在アウグストドルフ
- 第213戦車大隊　在アウグストドルフ（第1戦車大隊としてデデルストルフにて1956年編成、1959年3月16日に旅団隷下となる）
- 第214戦車大隊　在アウグストドルフ（1959年編成）
- 第215装甲砲兵大隊　在アウグストドルフ
- 第216補給大隊　在リップシュタット（衛生、整備および輸送の各1個中隊、1962年に第4中隊がリップシュタットからアウグストドルフへ移駐）
- 第217野戦予備大隊（1961年編成）
- 第210装甲工兵中隊　在ホルツミンデン（1959年編成、1961年にヘクスターへ移駐）
- 第210防空中隊　在フュルステナウ（1959年編成）
- 第210装甲偵察中隊　在ヘーマー（1959年編成、1962年に旅団司令部中隊装甲偵察小隊として改編）
- 第210駆逐戦車中隊　在アウグストドルフ（1970年編成）

### 第3次編制
旅団は1971年から1972年にかけて6ヶ月間の部隊実験のために旅団標準を規定するため第210規定大隊（大隊番号第210を与えられた独立中隊の集成）を集約編成した。1978年には第102戦車教育中隊操縦シミュレーターが編成・設置され、同年に旅団隷下となる。偵察部隊は陸軍編制に基づき旅団司令部中隊から再度独立し第210装甲偵察小隊となる。更に、第210整備中隊と第210補給中隊がアウグストドルフにて編成される。

### 第4次編制
陸軍第4次編制により、旅団は1980年11月に第211戦車大隊をアウグストドルフにて編成し増強される。平時にあっては大隊の戦闘中隊は第213戦車大隊および第214戦車大隊が優先して訓練を受けた。1979年に第210装甲偵察小隊は再度旅団司令部中隊隷下となるも、1982年に第7装甲偵察大隊隷下に配転された。1988年6月に旅団は称号「リッペラント」を与えられる。2006年6月22日からはリッペ郡が後援自治体となる。

### 第5次編制
1992年9月30日、第211戦車大隊と第213戦車大隊が解隊される。同じ1992年に旅団は第33戦車大隊（ノイシュタット・アム・リューベンベルゲ、ルットマーセン地区）と第32装甲擲弾兵大隊（ニーンブルク）を隷下として編入する。1992年11月16日に第210装甲偵察中隊は第210偵察中隊（KRK、危機対応戦力）に改編され1993年4月1日に編成完結する。同中隊は平時において第7装甲偵察大隊の隷下に置かれていた。さらに、1993年に解隊された第75野戦予備大隊から各1個野戦予備中隊を各戦闘大隊に編入させる。さらに第210野戦予備中隊が編成される。独立中隊であった第210整備中隊と第210補給中隊はそれぞれ第7整備大隊と第7補給大隊に配転される。陸軍第5次編制で第21装甲旅団は危機対応戦力（KRK）と主要防衛戦力（HVK）に分類され以下のようになっていた。
- 危機対応戦力（KRK）
  - 旅団司令部中隊
  - 第33戦車大隊　在ノイシュタット・アム・リューベンベルゲ
  - 第214戦車大隊　在アウグストドルフ
  - 第210装甲偵察中隊
  - 第210駆逐戦車中隊
- 主要防衛戦力（HVK）
  - 第212装甲擲弾兵大隊
  - 第215装甲砲兵大隊
  - 第210装甲工兵中隊

1996年に第32装甲擲弾兵大隊と第210駆逐戦車中隊が解隊され、第33戦車大隊はヒルデスハイムの第1装甲旅団に配転される。

### 1997年以降
2002年の旅団隷下部隊は以下のとおりであった。
- 旅団司令部中隊
- 第192装甲擲弾兵大隊　在アーレン
- 第203戦車大隊　在ヘーマー
- 第212装甲擲弾兵大隊　在アウグストドルフ
- 第214戦車大隊　在アウグストドルフ
- 第215装甲砲兵大隊　在アウグストドルフ
- 第1装甲工兵大隊　在ホツルミンデン
- 第51後方支援大隊　在シュタットアレンドルフ

2002年に隷属していた第214戦車大隊が解隊する。2006年にウンナの第7整備大隊が旅団隷下に編入される。デュッセルドルフの第7装甲師団の解隊により旅団はハノーファーの第1装甲師団隷下に配転された。また、旅団隷下に2006年にゾントラの第210偵察中隊およびホルツミンデンの第1装甲工兵大隊は第100装甲工兵大隊に改編される。2006年末に第192装甲擲弾兵大隊が解隊し、2007年には第203戦車大隊がアウグストドルフに移駐する。2007年12月17日に第200装甲工兵中隊（元第14装甲旅団隷下）が旅団隷下に編入され、これらの部隊はアウグストドルフに移駐する。第51後方支援大隊の一部と第7整備大隊は2007年から2008年にかけて合併され第7後方支援大隊に改編された。

### 出動
- 1956年7月のパーダーボルン・ラントにおける洪水救援。
- 1959年、ヒデゼン、ヘルステ (リップシュタット)およびピヴィツハイデ (デトモルト)の森林火災。
- 1965年、農産物収穫支援。
- 1979年、シュレースヴィヒ＝ホルシュタイン州の大雪害救援。
- 1981年8月、リッペ郡の水害救援。
- 1989年から1990年、シュタウミューレに避難した東ヨーロッパから4,000人の難民の保護。
- 1993年、ソマリアでの第二次国際連合ソマリア活動（UNOSOM II）に参加。
- 1996年、ボスニア・ヘルツェゴビナのベンコヴァク（en:Benkovac）に工兵派遣、ヴィソコ付近のボソナで橋の建設。
- 1997年、ブランデンブルク州、オーデル川の大氾濫で出動。
- 1997年、ボスニア・ヘルツェゴビナでのドイツ分担安定化部隊（GECONSFOR）第3次隊に参加。
- 1999年、旅団の一部がボスニア・ヘルツェゴビナのライロヴァク宿営地（Rajlovac）を拠点に活動。コソボでの平和安定化部隊（SFOR）に参加。旅団の2個戦車中隊が第12装甲旅団隷下の増強機械化大隊に加入し、中隊はテトヴォに移動する。これらの部隊はNATOによる休戦がもたらされた後にユーゴスラビアからコソボのプリズレンに移動している。
- 2000年から2001年、コソボ治安維持部隊（KFOR）の第2派遣隊に参加。「南部多国籍旅団」に約1,200人の将兵を参加させ、指揮官は第21装甲旅団長が務めた。
- 2003年、第7次KFOR派遣隊に参加し、約10,000人から成る「南西多国籍旅団」に参加し、第21装甲旅団長が指揮官を務める。
- 2005年から2006年、サラエヴォの欧州連合部隊（EUFOR）第2次ドイツ派遣隊。プリズレンの第12次KFOR派遣隊。カーブルの国際治安支援部隊（ISAF）第9次ドイツ派遣隊。旅団長マンフレート・ホフマン陸軍准将が派遣欧州連合部隊の指揮官を務めた。
- 2008年、旅団の一部がISAFに参加し、「緊急展開部隊（RQF）」の増強のために第212装甲擲弾兵大隊がこれに加入する。ドイツ軍部隊の参加は初となる

## 歴代旅団長
旅団長には通常、陸軍准将が着任するが一時的措置として陸軍大佐が着任し、在任中に将官へ昇進させて整合性を保つ処置が一般的となっている。
| 代 | 氏名                                                               | 着任          | 離任          |
| -- | ------------------------------------------------------------------ | ------------- | ------------- |
| 1  | カール＝エルンスト・ボーデ陸軍大佐 Carl-Ernst Bothe                | 1958年        | 1959年8月20日 |
| 2  | カール・プファンクーシェ陸軍大佐 Karl Pfannkuche                   | 1959年8月21日 | 1962年1月29日 |
| 3  | ルドルフ・ヴェツイエン陸軍准将 Rudolf Wätjen                       | 1962年1月30日 | 1966年3月23日 |
| 4  | ヴィルヘルム・レンナー陸軍准将 Wilhelm Renner                      | 1966年3月24日 | 1972年3月23日 |
| 5  | リヒャルト・フォン・ローゼン陸軍准将 Richard von Rosen             | 1972年3月24日 | 1976年9月29日 |
| 6  | エノ・ヴァルター陸軍大佐 Enno Walter                               | 1976年9月27日 | 1978年6月28日 |
| 7  | ローラント・オーパーマン陸軍大佐 Roland Oppermann                  | 1978年6月29日 | 1981年3月31日 |
| 8  | ハルトムート・ベルンハルト陸軍准将 Hartmut Behrendt                | 1983年4月1日  | 1983年9月30日 |
| 9  | ヨルク・シェーンボーム陸軍准将 de:Jörg Schönbohm                   | 1983年10月1日 | 1985年3月31日 |
| 10 | ディーター・ショット陸軍大佐 Dieter Schott                         | 1985年4月1日  | 1989年9月30日 |
| 11 | ギュンター・ハンシュタイン陸軍准将 Günter Hannstein                | 1989年10月1日 | 1992年9月30日 |
| 12 | ヨルク・シュヴァインシュタイガー陸軍大佐 Jörg Schweinsteiger       | 1992年10月1日 | 1995年3月31日 |
| 13 | ディーター・ローヒェル陸軍准将 Dieter Löchel                       | 1995年4月1日  | 1999年        |
| 14 | ヴォルフ＝ディーター・ラングヘルト陸軍准将 de:Wolf-Dieter Langheld | 1999年        | 2002年        |
| 15 | ロベルト・ベルグマン陸軍准将 de:Robert Bergmann (General)          | 2002年        | 2004年        |
| 16 | マンフレート・ホフマン陸軍准将 de:Manfred Hofmann (General)        | 2004年        | 2006年        |
| 17 | ユルゲン・ヴァイクト陸軍准将 de:Jürgen Weigt                       | 2006年        | 2009年2月     |
| 18 | ディルク・バッケン陸軍准将 de:Dirk Backen                          | 2009年3月     |               |